# Jean-Pierre Defontaine
Pour les articles homonymes, voir Defontaine.
Jean-Pierre Defontaine, homme politique français, né le 4 février 1937 à Mametz (Pas-de-Calais) et mort le 1er janvier 2022 à Henin-sur-Cojeul.
Il est élu député le 16 juin 2002, pour la XIIe législature (2002-2007), dans la circonscription du Pas-de-Calais (1re). Membre du Parti radical de gauche, il est apparenté au groupe socialiste.
Attaché au football, Jean-Pierre Defontaine est président du Racing Club de Lens, de 1976 à 1979. En 2008, à la mort de Jean Pomart, il prend la présidence de l’association RC Lens qui est chargée de la gestion du centre de formation. Depuis 2015, un espace polyvalent porte son nom à Hénin-sur-Cojeul.

## La politique
Député de la 1re circonscription du Pas-de-Calais de 1978 à 1986 (03/04/78-01/04/86) puis, sans interruption, de 1988 à 2007 (13/06/88-17/06/07)
- 03/04/1978 - 22/05/1981
- 02/07/1981 - 01/04/1986
- 13/06/1988 - 01/04/1993
- 02/04/1993 - 21/04/1997
- 01/06/1997 - 18/06/2002
- 18/06/2002 - 17/06/2007

Maire d'Hénin-sur-Cojeul de 1983 à 1995 (14/03/83-18/06/95)
Sans être candidat, Jean-Pierre Defontaine a même remporté les élections.
- 14/03/1983 - 12/03/1989
- 17/03/1989 - 18/06/1995

Conseiller régional du Nord-Pas-de-Calais de 1986 à 1998 (17/03/1986-15/03/98)
- 17/03/1986 - 22/03/1992 - vice-président
- 23/03/1992 - 15/03/1998

Conseiller municipal d'Arras de 1995 à 2001 (18/06/95-18/03/01)
- 18/06/1995 - 18/03/2001

Conseiller Général du Canton d'Avesnes le Comte de 2004 à 2015